# Jean Marais
Jean Marais (Cherbourg, Manche, 11 december 1913 - Cannes, Alpes-Maritimes, 8 november 1998) was een Frans acteur. Zijn echte naam was Jean Alfred Villain-Marais, terwijl zijn partner en zeer goede vriend Jean Cocteau hem Jeannot noemde.
Waarschijnlijk heeft hij zijn meer dan zestig jaar durende carrière onder meer aan Jean Cocteau te danken. De schrijver en filmregisseur werd al vroeg zijn mentor. Marais' blonde, klassieke uiterlijk en het goede acteren werd uiteindelijk gezien in meer dan zeventig films, talrijke toneelstukken en televisieprogramma's. Marais was een van de meest gevierde sterren van de Franse films, het theater en de televisie.

## Biografie
Jean Marais is het meest bekend geworden door de film La belle et la bête (De schoonheid en het beest) uit 1946, waarin hij zowel het beest als de prins speelde en Orphée (Orfeus) van 1949 waar hij de titelrol had. Beide geregisseerd door Jean Cocteau.
Zijn kinderjaren waren moeilijk, toen hij geboren werd wilde zijn moeder hem niet zien. Haar enige dochter was een paar dagen eerder gestorven. Toen zijn vader uit de dienst in het leger terugkeerde, was Jean vijf jaar oud. Niet lang hierna stuurde zijn moeder haar 3 kinderen naar hun grootmoeder waar ze zonder vader opgroeiden. Hij droomde van acteur worden al vanaf zijn kindertijd, maar hij werd tweemaal afgewezen door de toneelschool en ook niet door zijn familie aangemoedigd. Na als een meisje verkleed te zijn geweest om zijn vrienden te vermaken, en te hebben geflirt met een leraar, werd hij van school gestuurd.
Nadat hij van school af was, werkte hij onder meer als assistent van een fotograaf en kon hij acteerlessen van de grote "metteur-en-scène" Charles Dullin nemen. Om de lessen te kunnen betalen, nam hij bijrolletjes voor tien franken per dag aan. Het was vermoeiend werk, maar Marais was gelukkig om uiteindelijk in de wereld van zijn keus te zijn. Een van de producties waarin hij verscheen, Les Parents Terrible, werd jaren later gefilmd met hem in de hoofdrol. In het begin kreeg hij rollen vooral omdat hij goed uitzag en een winnende persoonlijkheid had, maar hij ontwikkelde zich steevast als acteur.
Zijn vroege interesse voor schilderen, iets wat hij overigens bleef doen zijn hele leven lang, gaf hem de eerste kans om in een film op te treden. Filmregisseur Marcel L'Herbier kocht in 1933 een van zijn schilderijen en gaf hem vervolgens kleine rolletjes in meerdere films.
Op zijn vierentwintigste ontmoette hij de dichter Jean Cocteau, die Marais' carrière als acteur startte door hem eerst een rol in Oedipe-Roi in 1937 te geven en vervolgens als Galahad in Les Chevaliers de La Table Ronde. Cocteau verwachtte veel van hem en terecht. Hij werd een van de bekendste Franse acteurs, een ster op het toneel, in de bioscoop en op de televisie. Op den duur nam Cocteau de plaats in van zijn vader terwijl Marais zijn zoon werd. De twee mannen bleven zeer hecht totdat Cocteau vijfentwintig jaar later overleed. Marais zou later zijn eerste ontmoeting met Cocteau als zijn "wedergeboorte" beschrijven, terwijl hij na zijn overlijden schreef dat hij zich slechts als een schaduw van zijn vroegere zelf waande.
De homoseksualiteit van Cocteau wierp geregeld vragen op in verband met de verhouding tussen hem en Marais. Op een gegeven moment, toen Marais Cocteau vroeg of hij niet een toneelstuk kon schrijven dat hem nog meer bekendheid kon geven, kwam L'Éternel retour uit de pen rollen. Deze film werd zowel een commercieel succes als een zeer nodige overwinning voor beide mannen.
Tijdens de Tweede Wereldoorlog bleef Marais in de filmindustrie en op het toneel werken terwijl de Duitse troepen Frankrijk bezetten. Nadat de geallieerden Parijs bevrijdden in augustus 1944, ging hij bij de Tweede Franse Pantserdivisie en vervoerde hij als vrachtwagenchauffeur brandstof en munitie naar het front. Hij kreeg hiervoor later het Croix de Guerre.
Na de oorlog werd Marais aan het Amerikaanse publiek geïntroduceerd door zijn optreden in La Belle et la Bête in 1946. Foto's van hem sierden veel tienerkamers in die periode.
De grootste successen behaalde Marais op het toneel in klassieke rollen. Op het witte doek werd hij vaak in hoofdrollen als de romantische man in poëtische drama's, lichte komedies, misdaadmelodrama's en, wellicht vooral, in spannende avonturenverhalen gezien.
In 1993 werd hem de eres-César uitgereikt.
Zijn laatste filmrol had Marais in 1996, in Io ballo da sola die door Bernardo Bertolucci werd geregisseerd. In hetzelfde jaar werd hij onderscheiden met het Franse Legioen van Eer voor zijn bijdrage aan de Franse filmindustrie.
De acteur, schilder, dichter en beeldhouwer Jean Marais, Jeannot, overleed onverwachts op 8 november 1998 in Cannes (Frankrijk) aan een hartaanval, zijn geadopteerde zoon Serge Marais achterlatend.

## Filmografie, als acteur

### 1933 - 1937
- 1933 - L'Épervier (Marcel L'Herbier)
- 1933 - Étienne (Jean Tarride)
- 1933 - Dans les rues (Victor Trivas)
- 1934 - Le Scandale (Marcel L'Herbier)
- 1934 - L'Aventurier (Marcel L'Herbier)
- 1935 - Le Bonheur (Marcel L'Herbier)
- 1936 - Les Hommes nouveaux (Marcel L'Herbier)
- 1936 - Nuits de feu (Marcel L'Herbier)
- 1937 - Abus de confiance (Henri Decoin)
- 1937 - Drôle de drame (Marcel Carné)

### 1941 - 1949
- 1941 - Le Pavillon brûle (Jacques de Baroncelli)
- 1942 - Le Lit à colonnes (Roland Tual)
- 1942 - Carmen (Christian-Jaque)
- 1943 - L'Éternel retour (Jean Cocteau en Jean Delannoy)
- 1943 - Voyage sans espoir (Christian-Jaque)
- 1946 - La Belle et la Bête (Jean Cocteau en Jean Delannoy)
- 1946 - Les Chouans (Henri Calef)
- 1947 - Ruy Blas (Pierre Billon)
- 1947 - L'Aigle à deux têtes (Jean Cocteau)
- 1948 - Aux yeux du souvenir (Jean Delannoy)
- 1948 - Le Secret de Mayerling (Jean Delannoy)
- 1948 - Les Parents terribles (Jean Cocteau)

### 1950 - 1959
- 1950 - Orphée (Jean Cocteau)
- 1950 - Coriolan (Jean Cocteau)
- 1950 - Le Château de verre (René Clément)
- 1950 - Les Miracles n'ont lieu qu'une fois (Yves Allégret)
- 1951 - L'Amour, Madame (Gilles Grangier)
- 1951 - Nez de cuir (Yves Allégret)
- 1952 - L'Appel du destin (Georges Lacombe)
- 1953 - La voce del silenzio (Georg Wilhelm Pabst)
- 1953 - Les Amants de minuit (Roger Richebé)
- 1953 - Dortoir des grandes (Henri Decoin)
- 1953 - Julietta (Marc Allégret)
- 1953 - Le Comte de Monte Cristo (Robert Vernay)
- 1954 - Le Guérisseur (Yves Ciampi)
- 1954 - Si Versailles m'était conté... (Sacha Guitry)
- 1955 - Futures vedettes (Marc Allégret)
- 1955 - Napoléon (Sacha Guitry)
- 1955 - Goubbiah, mon amour (Robert Darène)
- 1955 - Toute la ville accuse (Claude Boissol)
- 1956 - Elena et les Hommes (Jean Renoir)
- 1956 - Si Paris nous était conté (Sacha Guitry)
- 1957 - Typhon sur Nagasaki (Yves Ciampi)
- 1957 - SOS Noronha (Georges Rouquier)
- 1957 - Un amour de poche (Pierre Kast)
- 1957 - La Vie à deux (Clément Duhour)
- 1957 - Le notti bianche (Luchino Visconti)
- 1957 - La Tour, prends garde ! (Georges Lampin)
- 1959 - Chaque jour a son secret (Claude Boissol)
- 1959 - Le Bossu (André Hunebelle)
- 1959 - Le testament d'Orphée (Jean Cocteau)

### 1960 - 1969
- 1960 - Austerlitz (Abel Gance)
- 1960 - Le Capitan (André Hunebelle)
- 1961 - La Princesse de Clèves (Jean Delannoy)
- 1961 - Le Capitaine Fracasse (Pierre Gaspard-Huit)
- 1961 - Ponce Pilate (Gian Paolo Callegari)
- 1961 - Le Miracle des loups (André Hunebelle)
- 1961 - Napoléon II l'Aiglon (Claude Boissol)
- 1961 - L'Enlèvement des Sabines (Richard Pottier)
- 1962 - Le masque de fer (Henri Decoin)
- 1962 - Les Mystères de Paris (André Hunebelle)
- 1963 - L'honorable Stanislas, agent secret (Jean-Charles Dudrumet)
- 1963 - Cherchez l'idole (Michel Boisrond)
- 1964 - Patate (Robert Thomas)
- 1964 - Fantômas (André Hunebelle)
- 1964 - Thomas l'imposteur  (Georges Franju)
- 1965 - Le gentleman de Cocody (Christian-Jaque)
- 1965 - Pleins feux sur Stanislas (Jean-Charles Dudrumet)
- 1965 - Train d'enfer (Gilles Grangier)
- 1965 - Fantômas se déchaîne (André Hunebelle)
- 1966 - Le Saint prend l'affût (Christian-Jaque)
- 1966 - 7 hommes et une garce (Bernard Borderie)
- 1966 - Fantômas contre Scotland Yard (André Hunebelle)
- 1969 - Le Paria (Claude Carliez)
- 1969 - La Provocation (André Charpak)
- 1969 - Le Jouet criminel (Adolfo Arrieta)

### 1970 - 1995
- 1970 - Peau d'âne (Jacques Demy)
- 1975 - Jean Marais artisan du rêve (documentaire)
- 1976 - Vaincre à Olympie (Michel Subiela) (televisie)
- 1976 - Chantons sous l'Occupation (documentaire) (André Halimi)
- 1981 - Chirico par Cocteau (Pascal Kané)
- 1982 - Ombre et secret
- 1990 - Lien de parenté (Willy Rameau)
- 1985 - Parking (Jacques Demy)
- 1991 - Les Enfants du naufrageur (Jérôme Foulon)
- 1994 - Les Misérables du XXe siècle
- 1995 - Stealing Beauty (Bernardo Bertolucci)
- 1995 - Projection au Majestic (Yves Kovacs)
- 1997 - Milice, film noir (Alain Ferrari) (documentaire)
- 1999 - Luchino Visconti (Carlo Lizzani) (documentaire)

- Bibsys: 90378648
- Biblioteca Nacional de España: XX1539330
- Bibliothèque nationale de France: cb11914354s (data)
- CiNii: DA03753661
- Gemeinsame Normdatei: 118577433
- International Standard Name Identifier: 0000 0001 2095 4571
- Library of Congress Control Number: n85070648
- Nationale Bibliotheek van Letland: 000050224
- MusicBrainz: d02922ff-252c-4249-a726-753ffa078048
- Bibliotheek van het Japanse parlement: 00448772
- Nationale Bibliotheek van Tsjechië: jn19990005380
- Nationale bibliotheek van Australië: 35327040
- Nationale Bibliotheek van Israël: 987007423864005171
- Nationale Bibliotheek van Polen: a0000001180726
- Nederlandse Thesaurus van Auteursnamen: 072109866
- Réseau des bibliothèques de Suisse occidentale: 02-A003558948
- RKD-Nederlands Instituut voor Kunstgeschiedenis: 309720
- SNAC: w6qv3ssx
- Système universitaire de documentation: 028151496
- Trove: 912785
- Virtual International Authority File: 2473919
- WorldCat: E39PBJr7TKd4DQCvhwG39QJRrq